# Menara Maybank
Menara Maybank é um dos arranha-céus mais altos do mundo, com 244 metros (799 ft). Edificado na cidade de Kuala Lumpur, Malásia, foi concluído em 1988 com 50 andares.